# Henri Béharelle
Henri Béharelle est un homme politique français né le 9 novembre 1861 à Nœux-les-Mines (Pas-de-Calais) et décédé le 9 janvier 1916 à Nœux-les-Mines.
Agriculteur, il est maire de Nœux-les-Mines et conseiller d'arrondissement. Il est député du Pas-de-Calais de 1902 à 1906, inscrit au groupe des Sucriers.

## Sources
- « Henri Béharelle », dans le Dictionnaire des parlementaires français (1889-1940), sous la direction de Jean Jolly, PUF, 1960 [détail de l’édition]